# ريديكيولاسنيس
ريديكيولاسنيس (بالإنجليزية: Ridiculousness)‏ هو برنامج مقاطع فيديو كوميدية يعرض على قناة إم تي في بدأ عرضه في 29 أغسطس 2011 تم تقييمه لمن هم فوق الـ 14 نسبه إلى الألفاظ التي قد تستخدم فوق البرنامج . يقدم البرنامج النجم روب ديرديك و أيضا معه ستيلو بريم وشانيل ويست كوست. يعرض البرنامج مقاطع فيديو مضحكه يتم جمعها من الإنترنت و يقوم روب بإلقاء الدعابات حول الأشياء المضحكة التي تحدث في تلك الفيديوهات. على خلاف برامج عديده تصر محطه إم تي في و منتجو البرنامج على ألا يرسل أحدهم فيديوهات له أو لغيره و هم يؤدون مجازفات خطيره بغرض الظهور في البرنامج و يحذروا أيضا بعدم محاوله أي مخاطره أو نشاط يعرض و انه لن يتم عرض أي فيديو يتم إرساله إليهم.

## الإنتاج
تم الإعلان عن برنامج ريديكيولاسنيس في يوم 1 مارس 2011 في افتتاحية الموسم الرابع من برنامج Rob Dyrdek's Fantasy Factory (مصنع خيال روب ديرديك) الشهير. في يوم 17 أكتوبر تم تجديد البرنامج بإضافه حلقات جديده و في 30 أبريل 2012 أعلن عن الموسم الثاني بتقنية HD. في 10 سبتمبر أعلن عن الموسم الثالث بخلاصة 20 حلقه و استضاف البرنامج نجوم كبار مثل باولي دي و جاستن بيبر و كارمن إلكتر و التوأم بيلا و أيضا استضاف تي جاي لافين
بعد ذلك أعلن في 17 سبتمبر 2013 ان البرنامج سيقدم 20 حلقه جديده في الموسم الرابع الذي لا يزال يعرض حاليا على إم تي في.

## روابط خارجية
- ريديكيولاسنيس على موقع IMDb (الإنجليزية)
- ريديكيولاسنيس على موقع ميتاكريتيك (الإنجليزية)
- ريديكيولاسنيس على موقع روتن توميتوز (الإنجليزية)
- ريديكيولاسنيس على موقع كينوبويسك (الروسية)
- ريديكيولاسنيس على موقع قاعدة بيانات الفيلم (الإنجليزية)